# Tərlan Əhmədov
Tərlan Əhmədov (ur. 17 listopada 1971 w Szyrwanie) – azerski piłkarz i trener występujący na pozycji obrońcy. W trakcie kariery piłkarskiej był związany m.in. z azerskimi klubami Neftçi PFK, Turan Tovuz i Qarabağ Ağdam. W reprezentacji Azerbejdżanu zadebiutował w 1992 roku. W latach 1992–2005 wystąpił w 73 meczach kadry.